# Княжевич, Дмитрий Максимович (писатель)
Дмитрий Максимович Княжевич (1788—1844) — русский писатель, публицист и чиновник из рода Княжевичей. Попечитель Одесского учебного округа. Дед генерал-майора Д. М. Княжевича.

## Биография
Родился 25 апреля (6 мая) 1788 года в Санкт-Петербурге в семье кавалергарда, будущего уфимского прокурора, М. Д. Княжевича; старший брат министра финансов А. М. Княжевича и вице-губернатора Тавриды В. М. Княжевича.
Учился в казанской гимназии, откуда был исключён в 1804 году по знаменитому делу о беспорядках:

Больничный надзиратель Смирнов обидел ругательными словами и, кажется, ударил одного из лучших казенных воспитанников Александра Княжевича. Старший брат его Дмитрий, который во всех отношениях считался первым учеником, уже шестнадцатилетний, чрезвычайно пылкий молодой человек и самый нежный брат, горячо любимый всеми, вышел из себя от такой обиды и, подкрепленный общим сочувствием и содействием товарищей, предводительствуя толпою гимназистов, а их было около 80 человек, отправился в больницу, взял силою, но без всякой обиды, под арест больничного надзирателя и запер его в залу Совета.— «Воспоминания» С. Т. Аксакова
Прибыв в 1805 году в Санкт-Петербург, юный Княжевич скоро стал принимать участие в дружеском кружке любителей наук и литературы (Александр Измайлов, Александр Беницкий, Михаил Милонов, Николай Греч, Михаил Лобанов и др.). В 1814 году (под начальством Е. Ф. Канкрина) был послан за границу для расчётов с союзными правительствами за продовольствие русских войск. Проживая в Германии, Дмитрий Княжевич изучил немецкий язык и принял участие в некоторых венских изданиях.
Вернувшись в Россию, занимал важные должности в министерстве финансов. В 1837 году назначен попечителем одесского учебного округа. Благодаря ему был реорганизован Ришельевский лицей: в 1838 году вновь учреждена кафедра сельского хозяйства и лесоводства; введено преподавание судебной медицины, политической арифметики, геодезии, сравнительной географии, русских древностей; в 1842 году создан целый факультет — камеральный. Юридический и математический факультеты также получили новую организацию.
Дмитрий Княжевич участвовал в трудах Общества сельского хозяйства южной России, основал в 1839 году Общество истории и древностей в Одессе и единогласно был избран его президентом. В 1841 году объехал с учёными и учебными целями придунайские княжества, Трансильванию и Венгрию, Италию до Неаполя, восточный берег Адриатического моря, заезжал в Сербию, Богемию, Саксонию и Пруссию. Результатом путешествия стали богатые коллекции памятников старины, монет, рукописей и старопечатных книг. В 1844 году Дмитрий Княжевич скончался по дороге Санкт-Петербург, куда вёз свой проект устава новороссийского университета.

## Литературная деятельность
Литературная деятельность Д. М. Княжевича началась в сборнике «Цветник» 1809 и 1810 годов, «Санкт-Петербургском Вестнике» 1812 года и «Журнале Соревнователей Просвещения и Благотворения», где он помещал филологические исследования о синонимах русского языка. Его статьи печатались также в «Благонамеренном».
В 1820—1821 годах выпустил «Подарок на святки». В 1822 году издал «Полное собрание русских пословиц и поговорок». В 1822 и 1823 годах издавал литературные прибавления к «Сыну Отечества» — «Библиотеку для Чтения», где помещались по большей части переводы немецких повестей. Кроме того, Княжевич публиковал статьи в «Полярной Звезде» (1824 год) и «Невском Альманахе» (1825 год).
В 1837 году был избран в члены российской академии и участвовал в трудах по составлению словаря русского языка. В бытность свою попечителем одесского учебного округа Дмитрий Княжевич написал своего рода педагогическую книгу «Программы для преподавания всех предметов в гимназиях и в училищах уездных и приходских». С 1837 года издавал и редактировал «Листки Общества сельского хозяйства южной России». В 1839 и 1840 годах издал два литературных сборника под заглавием «Одесский Альманах» и «Новороссийский календарь». Составил и редактировал первый том «Записок Общества истории и древностей в Одессе».

## Семья
Был женат на Антонине Францевне Гора-Отцеллович. Их дети:
- Мария (ок. 1819—22.07.1901[1])
- Елизавета (ок. 1820—07.02.1900[2])
- Максим (05.12.1821—8.02.1894) — шталмейстер двора, директор Департамента государственного казначейства Министерства финансов; его сын, генерал Дмитрий Максимович Княжевич (1874—1918)
- Антонин (01.09.1826—25.07.1879)
- Анна (14.01.1828—?)
- Ольга (14.01.1828—?)
- Екатерина (23.08.1834—25.10.1898)